# Балледжи, Марианна
 Марианна Балледжи  (итал. Marianna Balleggi; род. 6 ноября 1974 года, Флоренция, Тоскана, Италия) — итальянская профессиональная баскетболистка, выступавшая на позиции тяжёлого форварда. Серебряный медалист чемпионата Европы 1995 года, обладатель кубка Ронкетти, чемпион Италии.

## Биография
Марианна Балледжи является воспитанницей флорентийской баскетбольной школы. Первым профессиональным клубом в её карьере стала местная команда второго дивизиона «Фиренце», откуда она в 1991 году была вызвана в кадетскую сборную Италии на чемпионат Европы в Португалию. На том «бронзовом» первенстве баскетболистка набрала 11,0 очков в среднем за матч.
В 20 лет состоялся дебют в «первой» сборной на чемпионате Европы, где 9 июня 1995 года в матче со сборной Югославии Марианна вышла на площадку на 2 минуты. Национальная сборная впервые в своей истории завоевала серебряную медаль, а Балледжи была самой юной среди своих подруг по команде. Баскетболистка отстаивала честь своей страны вплоть до 2004 года, всего сыграв за сборную Италии 24 игры.
На клубном уровне Марианне сопутствовал успех только в «КариПарме». За шесть лет выступлений за пармезанскую команду баскетболистка выиграла титул чемпионата Италии, кубок Ронкетти и три раза кубок Италии.
На излёте своей карьеры Балледжи играла за команду второго дивизиона «Виртус Баскет», с перерывом на один год по случаю рождения ребёнка.

### Статистика выступлений за сборную Италии
| Сборная    | Сезон | Место   | Чемпионат | Чемпионат | Чемпионат | Чемпионат |
| Сборная    | Сезон | Место   | Игр       | Очк       | Подб      | Перед     |
| ---------- | ----- | ------- | --------- | --------- | --------- | --------- |
| ЧЕ (до 16) | 1991  |         | ?         | 11,0      | ?         | ?         |
| ЧЕ (до 18) | 1992  | 6       | ?         | 5,3       | ?         | ?         |
| Ч Е        | 1995  |         | 3         | 0,3       | 0,3       | 0         |
| Ч Е        | 1997  | 11      | 5         | 3,6       | 1,6       | 0,2       |
| Ч Е        | 1999  | Квалиф. | 3         | 2,0       | 1,7       | 1,0       |
| Ч Е        | 2001  | Квалиф. | 3         | 8,3       | 5,7       | 0,3       |
| Ч Е        | 2003  | Квалиф. | 6         | 16,6      | 5,0       | 0,8       |
| Ч Е        | 2005  | Квалиф. | 4         | 0,5       | 0,5       | 0         |

## Достижения
- Серебряный призёр Чемпионата Европы: 1995
- Бронзовый призёр чемпионата Европы среди кадеток: 1991
- Победитель Универсиады: 1995
- Обладатель кубка Ронкетти: 2000
- Бронзовый призёр Евролиги ФИБА: 2002
- Чемпион Италии: 2001
- Обладатель кубка Италии: 1998, 2001, 2002